# منطقة عميقة

موقع المياه العميقة

بيئة المياه العميقة (بالإنجليزية:  bathypelagic )‏ تمتد مباشرة تحت طبقة المياه المتوسطة، من عمق ألف متر تحت سطح البحر، حتى 4 آلاف متر تحت السطح. ويعَد حدها العلوي، هو الخط الفاصل بين الجزء، الذي يصله ضوء الشمس Disphotic والجزء المظلم تماماً aphotic؛ فهذه الطبقة، وتلك التي أسفل منها، لا يصلهما من ضوء الشمس شيء، على الإطلاق، فهُما مظلمتان تماماً. ويرتفع في هذه الطبقة محتوى المياه من الأكسجين الذائب نتيجة لانخفاض درجات الحرارة.
يعيش في هذه الطبقة بعض الأسماك واللافقاريات . وأسماكها عمياء. وتعيش فيها أنواع مختلفة من الأحياء الصغيرة. وتتحول أنواع الربيان (بالإنجليزية: Shrimp)‏ فيها إلى مخلوقات مفترسة للأحياء الأخرى. وأحياؤها يتغذى بعضها ببعض؛ ولديها نظام إنذار متقدم، وأساليب في التخفي والخداع، للوصول إلى فريستها بسهولة. وتمتاز أجسامها بالصغر، وكبر الأفواه، وقوة الأسنان.